# فرودگاه بلک هیلز
فرودگاه بلک هیلز (به انگلیسی: Black Hills Airport) (به زبان بومی: Clyde Ice Field) یک فرودگاه همگانی بهره‌برداری هوایی با کد یاتا SPF است که یک باند فرود آسفالت دارد و طول باند آن ۱۶۷۶ متر است. این فرودگاه در کشور ایالات متحده آمریکا قرار دارد و در ارتفاع ۱۱۹۸ متری از سطح دریا واقع شده‌است.